# Hermann Venedey
Hermann M. Venedey (* 22. Juli 1904 in Zürich; † 21. Dezember 1980 in Konstanz) war Schulleiter des  Alexander-von-Humboldt-Gymnasiums in Konstanz von 1948 bis 1969 und Vertreter einer liberalen, demokratischen, freiheitlichen und humanitären Pädagogikrichtung.

## Leben
Sein Vater war Martin Venedey, seine Brüder sind Hans, Jakob, Gustav und Michael.

## Ausbildung und Engagement
Venedey kam 1914 nach Konstanz an die Oberrealschule. Nach dem Abitur im Jahr 1923 studierte er von 1923 bis 1927 Geschichte, Germanistik und Romanistik in Freiburg und Wien und legte 1927 sein Staatsexamen und seine Promotion zum Dr. phil. ab. Thema seiner Doktorarbeit war: Jakob Venedey – Ein Beitrag zur Geschichte der deutschen Einheitsbewegung. Dissertation Freiburg im Breisgau 1927. Während seines Studiums war er von 1923 bis 1925 Mitglied der Freiburger Burschenschaft Alemannia.
Seine Zeit als Lehramtsassessor absolvierte er von 1927 bis 1933 in Konstanz, Neustadt im Schwarzwald, Mannheim, Karlsruhe und Konstanz. Er war Mitglied im Reichsbanner Schwarz-Rot-Gold, der Versammlungen der Nationalsozialisten störte.

## Verfemung in der Zeit des Nationalsozialismus
Ab 1932 war Venedey Lehramtsassessor am Konstanzer Gymnasium (jetzt: Heinrich-Suso-Gymnasium Konstanz). Am 12. März 1933 gab es einen Erlass, dass die Reichsfahne (schwarz-weiß-rot) zusammen mit der Hakenkreuzfahne auf öffentlichen Gebäuden gehisst werden musste. Im Geist seines Amtseids auf die Weimarer Republik trat er dem Hissen der Hakenkreuzfahne auf dem Schulgebäude entgegen und begründete schriftlich, warum er seinen Dienst unter dieser Fahne nicht weiter ausüben wollte.  Er verließ den Schuldienst, bekam wegen Diffamierung keine Arbeit mehr und konnte kurz vor seiner Verhaftung um den 13. oder 14. Juni über die grüne Grenze in die Schweiz fliehen. Sein älterer Bruder Hans Venedey war bereits im März 1933 vorübergehend verhaftet worden und überquerte zur gleichen Zeit an anderer Stelle die grüne Grenze. Hermann Venedeys Frau mit Sohn folgten wenige Tage darauf in die Schweiz.
Emigrant in der Schweiz
Von 1933 bis 1942 erhielt er in der Schweiz den Status des Asylsuchenden, musste fortlaufend Ausreiseanträge in Drittländer stellen, vierteljährlich seinen weiteren Aufenthalt genehmigen lassen und durfte offiziell nicht arbeiten. Ab 1942 wurde sein Status als Flüchtling anerkannt. Überwiegend erarbeitete seine Frau den Lebensunterhalt. Er blieb von 1933 bis 1945 in Basel und sicherte sich im Exil sein Einkommen durch Beschäftigungen als Journalist, wissenschaftlicher Mitarbeiter an der Universitätsbibliothek Basel und Korrektor.
Rehabilitation nach dem Zweiten Weltkrieg
Nach dem Zweiten Weltkrieg kehrte er zurück nach Konstanz, wurde aufgrund seines Handelns von der französischen Besatzungsmacht als unbelasteter Lehrer eingestellt und leitete zunächst 1946 die Radolfzeller Realschule und 1947 die Mädchen-Oberrealschule (heutiges Ellenrieder-Gymnasium). Von 1948 bis zu seiner Pensionierung 1969 war er Schulleiter des Alexander-von-Humboldt-Gymnasium Konstanz. Auf seine Anregung hin erhielten das Ellenrieder-Gymnasium und das Alexander-von-Humboldt-Gymnasium ihre heute noch gültigen Namen.
Engagement für Toleranz
Venedey war Mitglied im Weltfriedensrat und der Deutschen Friedensgesellschaft.

## Gedenkstätten

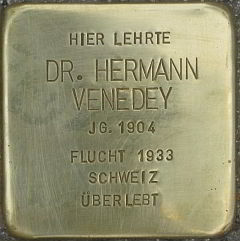
Stolperstein Hermann Venedey, Konstanz, Suso-Gymnasium.

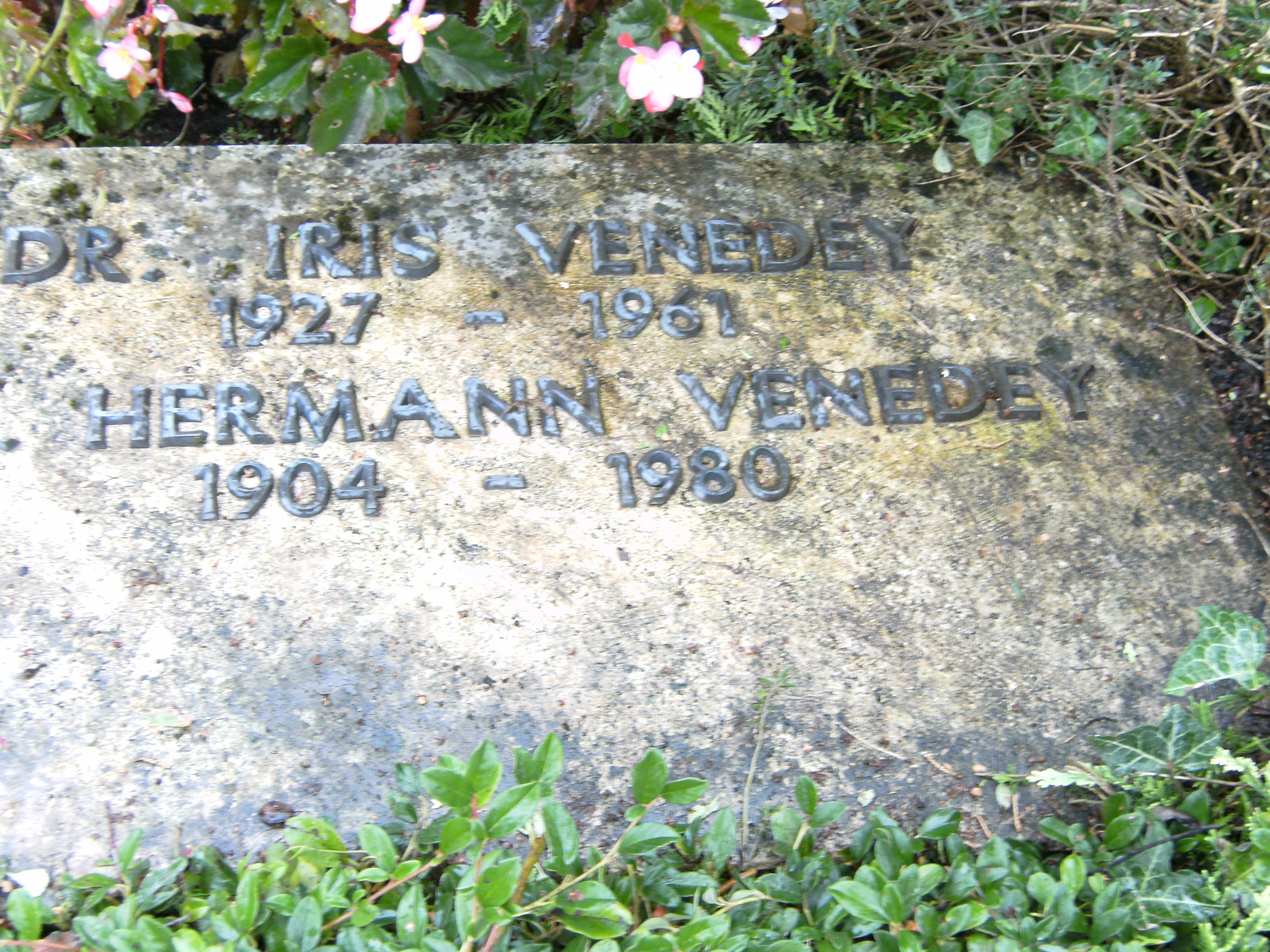
Grabstein Hermann Venedey auf dem Allmannsdorfer Friedhof in Konstanz

Vor dem Suso-Gymnasium, wo er dem Hissen der Hakenkreuzfahne entgegentrat und dadurch den Beamtenstatus verlor, wurde zur Erinnerung an ihn im Juli 2011 ein Stolperstein mit seinen Lebensdaten verlegt.
Hermann Venedey liegt auf dem Allmannsdorfer Friedhof in Konstanz begraben.

## Schriften
- Jakob Venedey. Darstellung seines Lebens und seiner politischen Entwicklung bis zur Auflösung der ersten deutschen Nationalversammlung 1849. Stockach 1930. (Druck der Dissertation).
- Henriette Venedey. Ein Lebensbild. Basel 1937.
- Belle-Vue bei Constanz. Gesicht eines politischen Verlages im Vormärz 1840–1848. Konstanz 1973, ISBN 3-87940-073-3.